# Édward Gardère

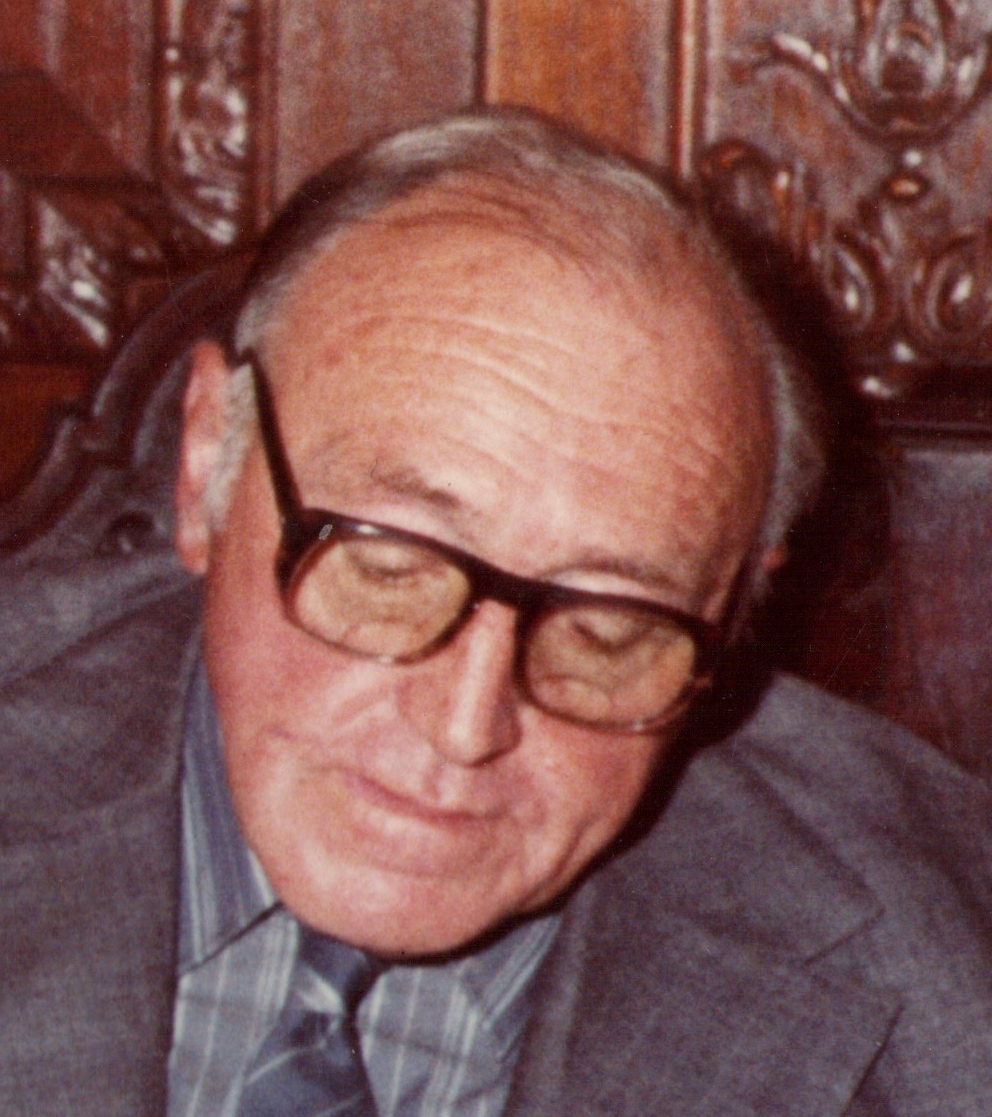
Edward Gardère (1984)

Édward Gardère (* 25. Februar 1909 in Gérardmer; † 24. Juli 1997 in Buenos Aires, Argentinien) war ein französischer Fechter, Olympiasieger und Weltmeister.

## Erfolge
1930 gewann Gardère bei den Internationalen Meisterschaften in Lüttich Silber hinter der italienischen Florett-Mannschaft zusammen mit René Bougnol, Philippe Cattiau, Jacques Coutrot, und René Lemoine. Bei den Olympischen Spielen 1932 in Los Angeles erhielt Gardère Gold mit der Florett-Mannschaft aus ihm, René Bondoux, René Bougnol, Philippe Cattiau, René Lemoine und Jean Piot. 1934 und 1935 gewann er erneut Silber mit der Florett-Mannschaft, 1935 noch zusätzlich Gold im Florett-Einzel. Ab 1935 focht sein Bruder André Gardère ebenfalls in der Mannschaft.
Bei den Olympischen Spielen 1936 in Berlin erreichte Gardère Silber im Florett-Einzel und mit der Florett-Mannschaft. 1937 bei den Weltmeisterschaften in Paris wurde es wieder zwei Mal Silber.
Bei den Weltmeisterschaften 1938 in Piešťany holte er Silber sowohl mit der Säbel-Mannschaft als auch mit der Florett-Mannschaft sowie Bronze im Florett-Einzel.
Zwischen 1930 und 1944 wurde er zehn Mal französischer Florettmeister, dieser Rekord besteht noch heute.